# Pteropoda
Pteropoda zijn een orde van slakken (Gastropoda) die behoren tot de stam van de weekdieren (Mollusca).

## Taxonomie
De volgende taxa zijn bij de orde ingedeeld:
- Onderorde Euthecosomata
- Onderorde Gymnosomata
- Onderorde Pseudothecosomata